# Rolf O. Eriksson

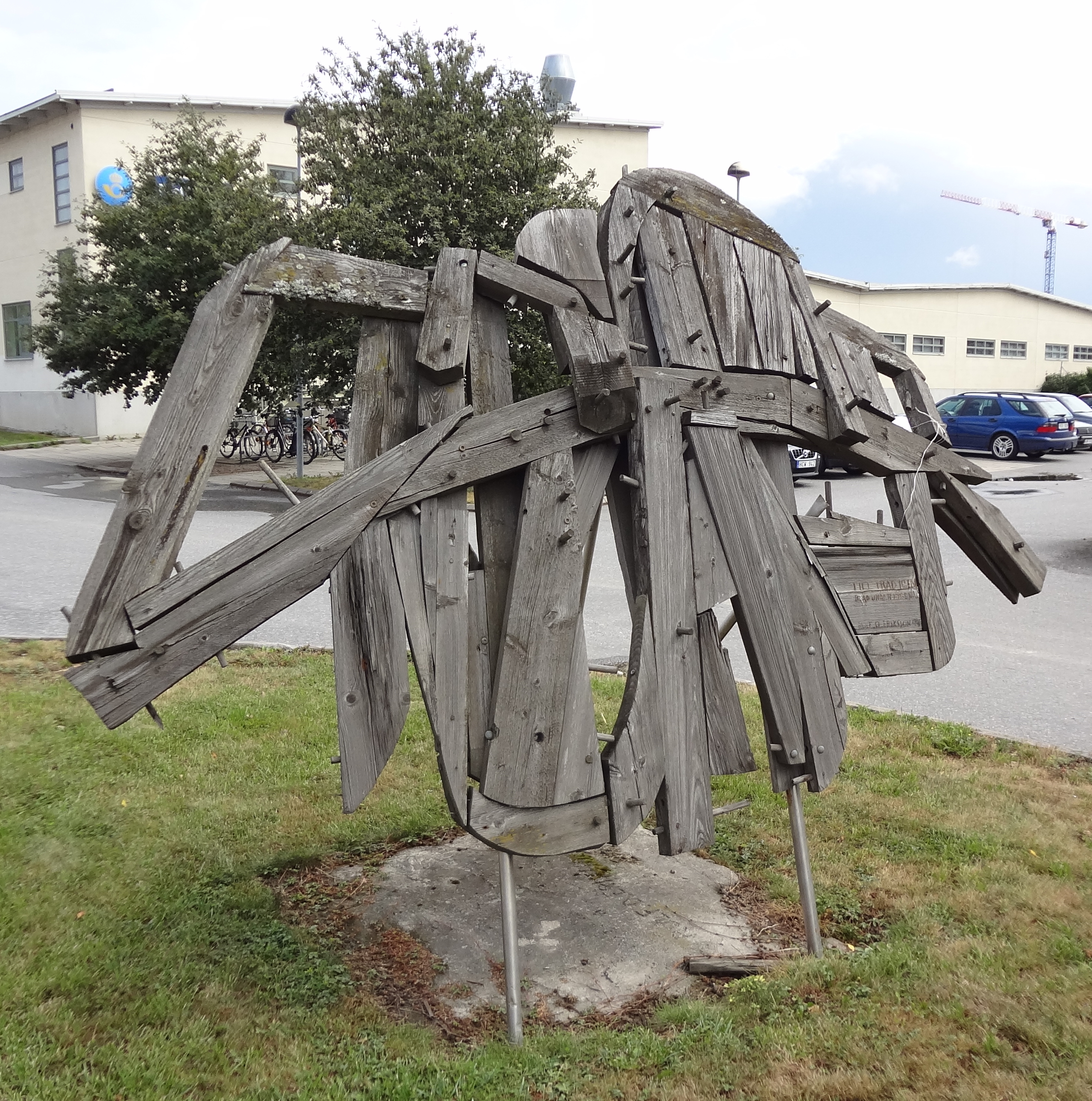
Skulpturen Till träd igen, utförd av Rolf O. Eriksson.

Rolf O. Eriksson, född 1939 i Eskilstuna, är en svensk målare och skulptör.
Eriksson har medverkat i utställningar i Sverige, Norge, Tyskland, Danmark och Finland. Bland hans offentliga arbeten märks en väggmålning i Strängnäs, skulpturen Till träd igen utanför postkontoret i Eskilstuna och utsmyckning av två rastplatser för Rastplats Kulturriket. Han medverkade i Konstfrämjandets grafikmapp. Eriksson är representerad vid Moderna museet[källa behövs], Statens konstråd och i ett flertal kommuner och landsting.